# Рікарду Перейра
Рікарду Перейра (порт. Ricardo Pereira, * 11 лютого 1976, Монтіжу) — португальський футболіст, воротар клубу «Віторія» (Сетубал).
Насамперед відомий виступами за клуби «Боавішта», «Спортінг» та «Реал Бетіс». Багаторічний голкіпер національної збірної Португалії.
Чемпіон Португалії. Дворазовий володар Кубка Португалії. 

## Клубна кар'єра
Вихованець футбольної школи клубу «Боавішта».
У дорослому футболі дебютував 1993 року виступами за команду клубу «Монтіжу», в якій провів один сезон, взявши участь у 18 матчах чемпіонату. 
Своєю грою за цю команду привернув увагу представників тренерського штабу клубу «Боавішта», до складу якого приєднався у 1996 році. Відіграв за клуб з Порту наступні сім сезонів своєї ігрової кар'єри. Більшість часу, проведеного у складі «Боавішти», був основним голкіпером команди. За цей час виборов титул чемпіона Португалії.
2003 року уклав контракт з клубом «Спортінг», у складі якого провів наступні чотири роки своєї кар'єри гравця. Граючи у складі «Спортінга» також здебільшого виходив на поле в основному складі команди. 
З 2007 року чотири сезони захищав кольори команди іспанського клубу «Реал Бетіс». Тренерським штабом нового клубу також розглядався як гравець «основи». Захищаючи ворота цієї команди також мав низькій рівень середньої кількості пропущених голів.
2011 року деякий час захищав кольори команди англійського «Лестер Сіті».
До складу клубу «Віторія» (Сетубал) приєднався того ж 2011 року. Наразі встиг відіграти за цей клуб 3 матчів в національному чемпіонаті.

## Виступи за збірну
2001 року дебютував в офіційних матчах у складі національної збірної Португалії. У формі головної команди країни провів 79 матчів. 
У складі збірної був учасником чемпіонату світу 2002 року в Японії і Південній Кореї, чемпіонату Європи 2004 року у Португалії, де разом з командою здобув «срібло», чемпіонату світу 2006 року у Німеччині, а також  чемпіонату Європи 2008 року в Австрії та Швейцарії.

## Титули і досягнення
- Чемпіон Португалії (1):

«Боавішта»:  2000–01
- Володар Кубка Португалії (2):

«Боавішта»:  1996–97
«Спортінг»:  2006–07
- Володар Суперкубка Португалії (1):

«Боавішта»:  1997
- Віце-чемпіон Європи: 2004